# Belle Époque

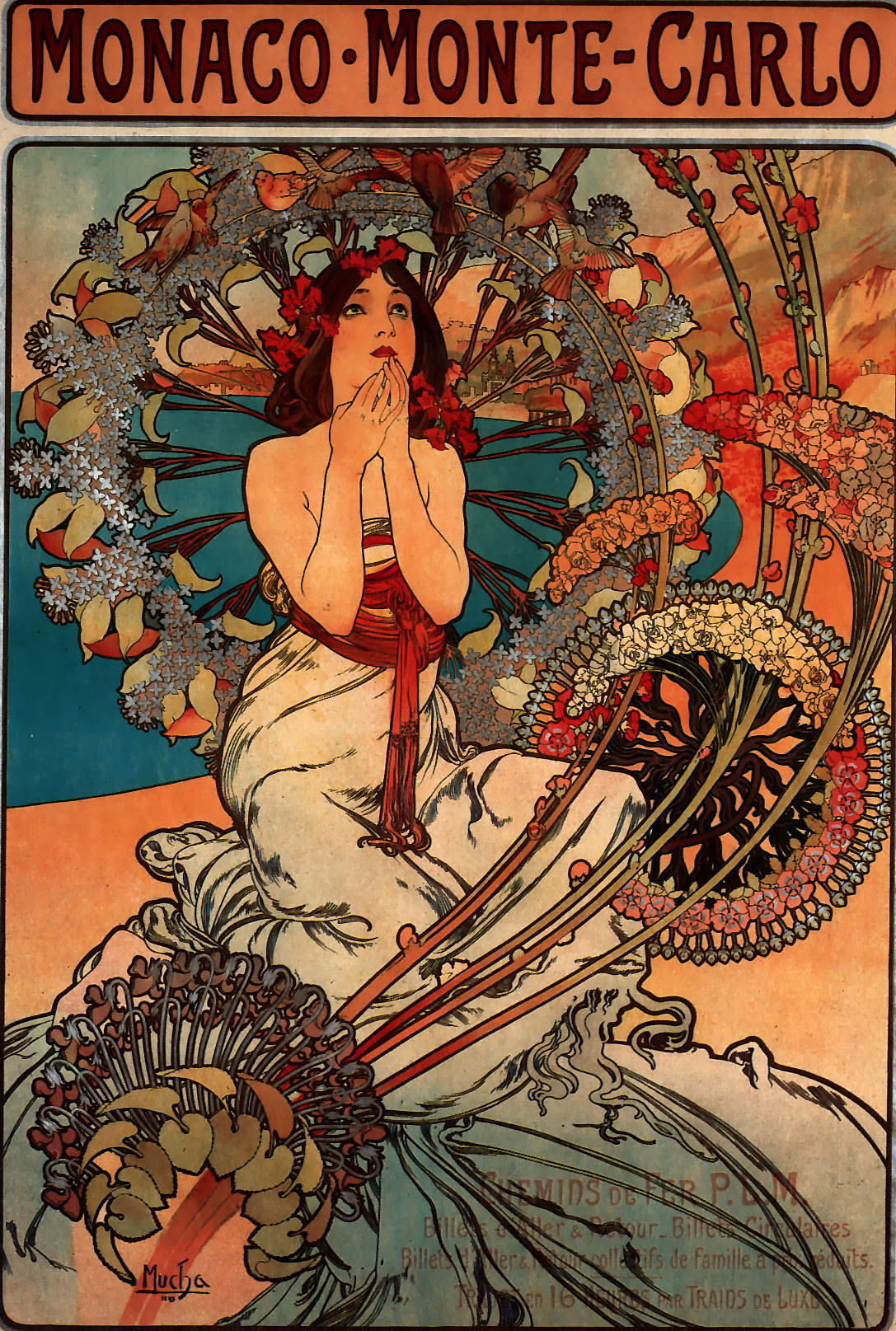
Plakát Alfonse Muchy (1897).

Belle Époque [bɛleˈpɔk] (francouzsky Krásná doba, krásné časy) je slovní označení období evropských dějin mezi lety 1890 a 1914. Ve Francii je to počátek desetiletí Třetí republiky, ve Velké Británii pak jde o období konce vlády královny Viktorie a vlády Eduarda VII. Symboly půvabných a bezstarostných „krásných časů“ jsou pompézní brazilské divadlo Amazonas (1896) či parník „Titanic“ (1912), ale i Eiffelova věž v Paříži či plakáty Alfonse Muchy.

## Historické konsekvence
Samotný název vznikl a zakořenil až po první světové válce, v kontrastu s jejím traumatickým dopadem. Slovní spojení odkazuje na období silného technického pokroku, ekonomických úspěchů, míru v politických vztazích, rozkvětu kultury ve Francii, Velké Británii, Rakousku-Uhersku, Německu, Itálii, Belgii aj. po prusko-francouzské válce v letech 1870–1871, současně s nostalgickou vzpomínkou na předválečné čtvrtstoletí jako na bezstarostně minulé časy. Období bylo považováno za epochu rozkvětu, míru a spokojenosti v Evropě, bylo však přerváno výbuchem velké války, v důsledku které zanikly tři velké monarchie střední a východní Evropy (Německo, Rakousko-Uhersko a Rusko) a na jejich místě vznikla dvě jiná impéria – nacistické Německo a bolševické Rusko.

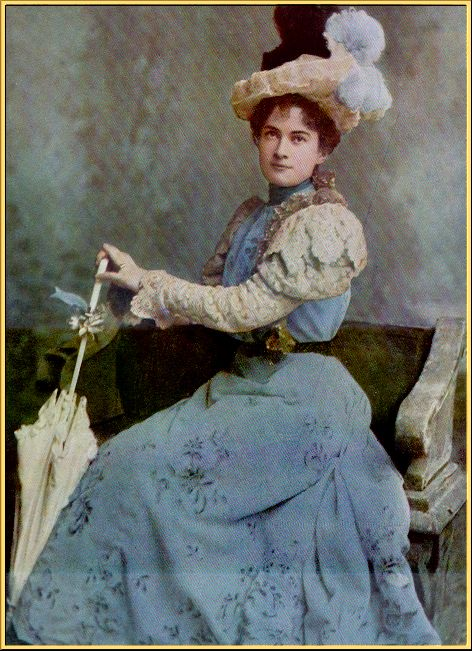
„Módní kráska“ (herečka Grace Palotta), 1892

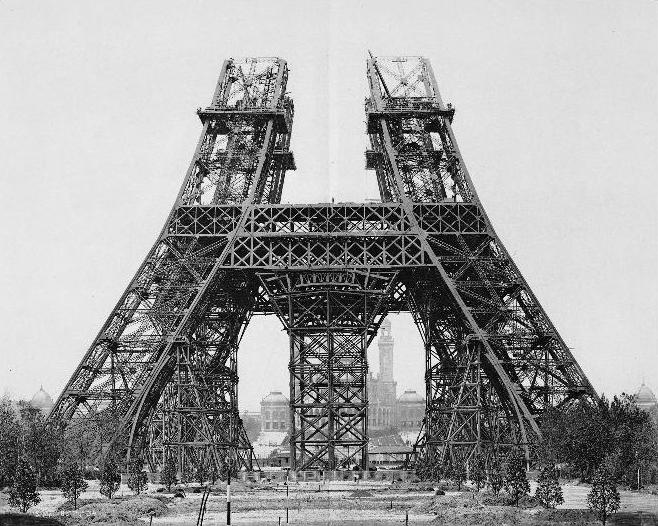
Stavba Eiffelovy věže, 1888

## Charakteristika
Technický pokrok způsobil, že život se stal snazším a kulturní život dosáhl nebývalé úrovně. Hovoří se o zlatém věku automobilů a vzduchoplavců, bulvárů a kaváren, kabaretů a mořských lázní, období rozkvětu fotografie, zrodu kinematografie a vzniku metra (metro vzniklo v roce 1863), úspěchů přírodních věd, nových technologií a medicíny, vzniká sociologie, prudce se rozvíjí etnologie a archeologie díky řadě archeologických odkryvů. V umění panuje secese a impresionismus, vzniká moderna a modernismus v umění a literatuře, řeší se „ženská otázka“ (objevují se sufražetky a feministické hnutí); rodí se bolševismus.
Společnost věřila na pokrok a blahobyt, třebaže se současně objevuje i dekadence, spojená s pojmem
fin de siècle. V té době rostlo i uvědomění dělnické třídy; vznikala různá socialistická hnutí a revoluční strany.